# Miguel Ángel Garrido Gallardo
Miguel Ángel Garrido Gallardo (Lubrín, província d'Almeria 7 de setembre de 1945) és un filòleg, professor de Recerca del Consell Superior d'Investigacions Científiques (CSIC) i catedràtic d'Universitat espanyol.

## Biografia
És conegut principalment per la seva contribució al progrés de les recerques semiòtiques en l'àmbit de la Filologia Hispànica, ha estat el promotor del Congrés Internacional sobre Semiòtica i Hispanisme, de Madrid (1983), primer President de l'Associació Espanyola de Semiòtica (1983-1987), membre del comitè executiu de la International Association for Semiotic Studies (1983-1998), vocal assessor per a Humanitats i Ciències Socials de la presidència del CSIC (1996-2000) membre del Comitè d'Experts de l'Enciclopèdia Italiana (1999-2001), Delegat de la Union Académique Internationale (1999-2005), President de l'Associació Espanyola de Teoria de la Literatura (2001-2005), Promotor de l'Institut de la Llengua Espanyola, del CSIC (2001-2002), director del Programa d'Alta Especialització en Filologia Hispànica i de la Càtedra “Dámaso Alonso” de cooperació amb universitats americanes (2000-2012). Ha ensenyat cursos regulars a les universitats de Sevilla, Navarra i Complutense de Madrid (35 anys) i també ha dictat conferències, seminaris o cursos de doctorat en altres universitats de 25 països i 4 continents.
En l'actualitat és Director del Diccionari Espanyol de Termes Literaris Internacionals i de la Divisió de Cultura de la Fundació "Obra Pía de los Pizarro"., així com Director de Neuova Revista de Política, Cultura y Arte.
Director durant 30 anys de Revista de Literatura del CSIC (1980-2010) i directiu d'altres 25 publicacions espanyoles i internacionals, ha escrit sobre la teoria del llenguatge i de la llengua espanyola, la seva literatura i la seva cultura.
És acadèmic corresponent de l'Acadèmia Argentina de Lletres, de l'Acadèmia Xilena de la Llengua i de l'Acadèmia Nacional de Lletres de l'Uruguai.
Ha rebut, entre altres distincions, el premi Antonio de Nebrija (2011), el premi Julián Marías d'investigació en Ciències Humanes i Socials (2012), el premi Castelar (2013) i el Premi Internacional Menéndez Pelayo (2016).

## Obres
- Crítica Literaria: La doctrina de Lucien Goldmann, Madrid, Rialp, 1973, 1996 (2ª ed.).
- Novela y Ensayo Contemporáneos, Madrid, La Muralla, 1975.
- Introducción a la Teoría de la Literatura , Madrid, SGEL, 1975.
- Literatura y Sociedad en la España de Franco, Madrid, Prensa Española, 1976.
- Estudios de Semiótica literaria, Madrid, CSIC, 1982
- Teoría Semiótica: lenguajes y textos hispánicos (Edición de Actas), Madrid, CSIC, 1985.
- Crítica semiológica de textos literarios hispánicos (Edición de Actas), Madrid, CSIC, 1986.
- La crisis de la literariedad (con T.Todorov et alii), Madrid, Taurus, 1987.
- Teoría de los géneros literarios. Estudio Preliminar, compilación de textos y bibliografía, Madrid, Arco/Libros, 1988.
- Índices de "Revista de Literatura" (1-100), Madrid, CSIC, 1990.
- Mil libros de Teoría de la literatura (en colaboración con L. Alburquerque), Madrid, CSIC, 1991.
- La Teoría literaria de György Lukács, Valencia, Amós Belinchón, 1992.
- La Musa de la Retórica. Problemas y métodos de la Ciencia de la Literatura, Madrid, CSIC, 1994.
- La moderna crítica literaria hispánica (Antología de textos), Madrid, Mapfre, 1997.
- Nueva Introducción a La Teoría de la Literatura, Madrid, Síntesis, 2000, 2004 (3ª ed. corregida y aumentada).
- La obra literaria de Josemaría Escrivá, Pamplona, Eunsa, 2002.
- Retóricas españolas del siglo XVI escritas en latín, Madrid, CSIC/F. Hernando Larramendi, 2004. (En CD-ROM).
- Teoría/Crítica. Homenaje a Carmen Bobes (Edic. de Textos en colaboración con E.Frechilla), Madrid, CSIC,2007.
- El "Quijote" y el pensamiento teórico-literario (Edición de Actas en colaboración con L.Alburquerque), Madrid, CSIC, 2008.
- El lenguaje literario. Vocabulario crítico (Con la colaboración de Lubomir Doležel et alii), Madrid, Síntesis, 2009.
- DETLI. Elenco de términos, Buenos Aires, Union Académique Internationale / Academia Argentina de Letras, 2009.
- "Retórica y periodismo", en C. Martínez Pasamar (ed.), Estrategias argumentativas en el discurso periodístico, Fráncfort, Peter Lang, 2010, 11-29.
- Laicidad y laicismo. Estudio semántico. (Con la colaboración de O. González de Cardedal et alii), Madrid, Rialp, 2011.
- La Biblioteca de Occidente en contexto hispánico (Edición de Actas), Madrid, UNIR ed., 2013.
- El futuro de la literatura y el libro, Lima, Universidad del Pacífico, 2014.
- Diccionario español de Términos Literarios Internacionales 2015. [ on line]
- [Sobre M.A.Garrido Gallardo]. Comentarios de textos literarios hispánicos. Homenaje a Miguel Ángel Garrido, Editado por E.Torre y J.L.García Barrientos (Madrid, Síntesis, 1997).